# Barbara Selkridge
Barbara A. Selkridge (sinh ngày 7 tháng 6 năm 1971) là một vận động viên chạy nước rút người Antigua và Barbuda. Bà đã thi đấu ở nội dung 400 mét nữ tại Thế vận hội Mùa hè 1988.